# Brotogeris jugularis
Il parrocchetto mentoarancio (Brotogeris jugularis Müller, 1776) è un uccello della famiglia degli Psittacidi.

## Descrizione
Colore generale verde, taglia attorno ai 18 cm per la mancanza delle timoniere centrali lunghe, copritrici alari brune e remiganti blu; caratteristica della specie è una sfumatura giallastra sul sottogola e una banda gialla sulla parte inferiore dell'ala; becco e zampe grigie rosate, iride marrone. È classificato con la sottospecie nominale, B. j. jugularis, e con la sottospecie B. j. exul (che ha colorazione bruna anche sulla parte dorsale).

## Distribuzione
Ha un vasto areale dove è piuttosto comune: Messico sud-occidentale, Guatemala, Honduras, Nicaragua, Costa Rica, Panama, Colombia del nord e Venezuela. In cattività è raro.

## Biologia
Vive nelle savane di pianura, nelle foreste a galleria e in quelle primarie, nelle boscaglie e nelle zone aride tropicali. Mentre nel periodo riproduttivo le coppie si isolano, durante il resto dell'anno si formano bande di molte decine di individui che si radunano su grandi alberi dormitorio. Ha volo rapido e diretto; Wetmore rilevò una velocità di 72 chilometri orari. Nidifica negli alberi cavi o nei nidi di picchio abbandonati dove la femmina depone normalmente 4 uova che vengono incubate per 22 giorni. I giovani si involano tra le 5 e le 6 settimane dalla schiusa.